# La Puissance du souvenir
Pour les articles homonymes, voir Le Monstre.
Pour plus de détails, voir Fiche technique et Distribution.
La Puissance du souvenir ou Le Monstre est un court métrage muet français réalisé par Albert Capellani, sorti en 1910.

## Fiche technique
- Titre : La Puissance du souvenir
- Titre alternatif : Le Monstre
- Réalisation : Albert Capellani
- Scénario : d'après l'œuvre d'André Arnyvelde
- Photographie :
- Montage :
- Producteur :
- Société de production : Société cinématographique des auteurs et gens de lettres (S.C.A.G.L.), Série d'Art Pathé Frères (S.A.P.F.)
- Société de distribution :  Pathé Frères
- Pays de production :  France
- Langue : film muet avec les intertitres en français
- Métrage : 230 mètres
- Format : Noir et blanc — 35 mm — 1,33:1 —  Muet
- Genre : Film dramatique
- Durée : 7 minutes 40
- Date de sortie :
  - France : 30 septembre 1910

## Distribution
- André Hall : le peintre
- Fernand Tauffenberger : l'ami
- Régina Sandri : le modéle
- Georges Raulin :
- Marcelle Barry
- Georges Desmoulins
- René Navarre
- Paul Polthy
- Gabrielle Chalon
- Javert
- Caillet
- Gosset
- Enner
- Tauffenberger fils
- Franck
- Benoît
- Madame Hawkins
- Madame Nava
- Madame Beauchesne
- Madame Steyaert
- Madame Carina